# Kruhle, Volodîmîreț
Kruhle (în ucraineană Кругле) este un sat în comuna Bilska Volea din raionul Volodîmîreț, regiunea Rivne, Ucraina.

## Demografie
Componența lingvistică a localității Kruhle
     Ucraineană (100%)
Conform recensământului din 2001, toată populația localității Kruhle era vorbitoare de ucraineană (100%).